# 小野清
小野 清（おの きよし、1846年 - 1932年）は、明治時代の人物。通称伊右衛門、字子粛、静粛。

## 経歴
元は仙台藩の出身であり、幼名は勝次郎。福澤諭吉と親交があり、福沢が小野に加藤正之助を紹介した手紙など数枚の手紙が残されている。内務省、大阪衛生試験所などで勤務した。

## 著書
- 『大坂城誌』(1899)
- 『徳川制度史料』(六合館、1927)